# Larbert
Larbert est une ville située dans le Falkirk, en Écosse.